# 嵐山バイパス
嵐山バイパス（らんざんバイパス）は、埼玉県東松山市大字上唐子から比企郡嵐山町大字平沢に至る国道254号のバイパス道路である。

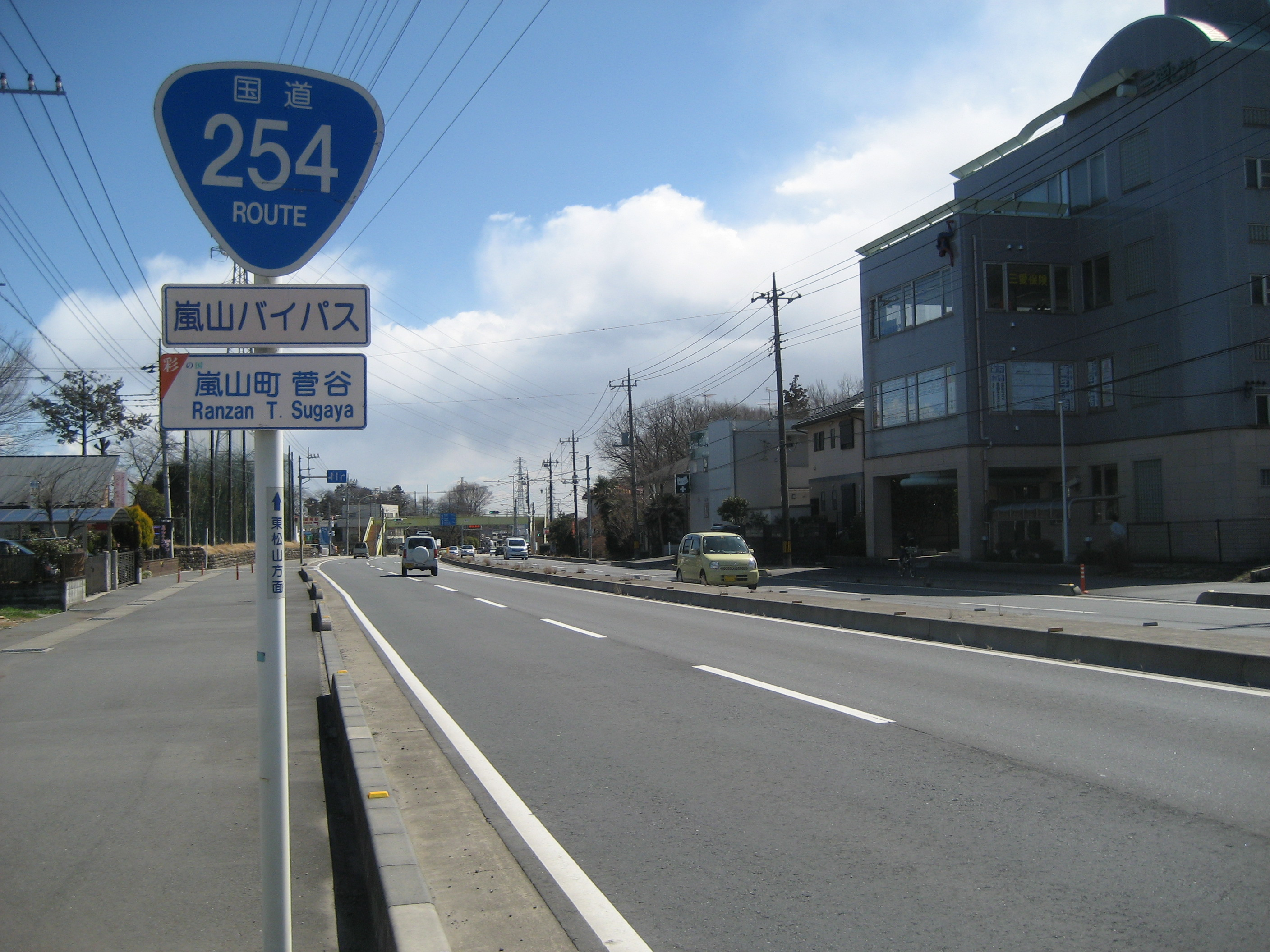
嵐山町菅谷

## 概要

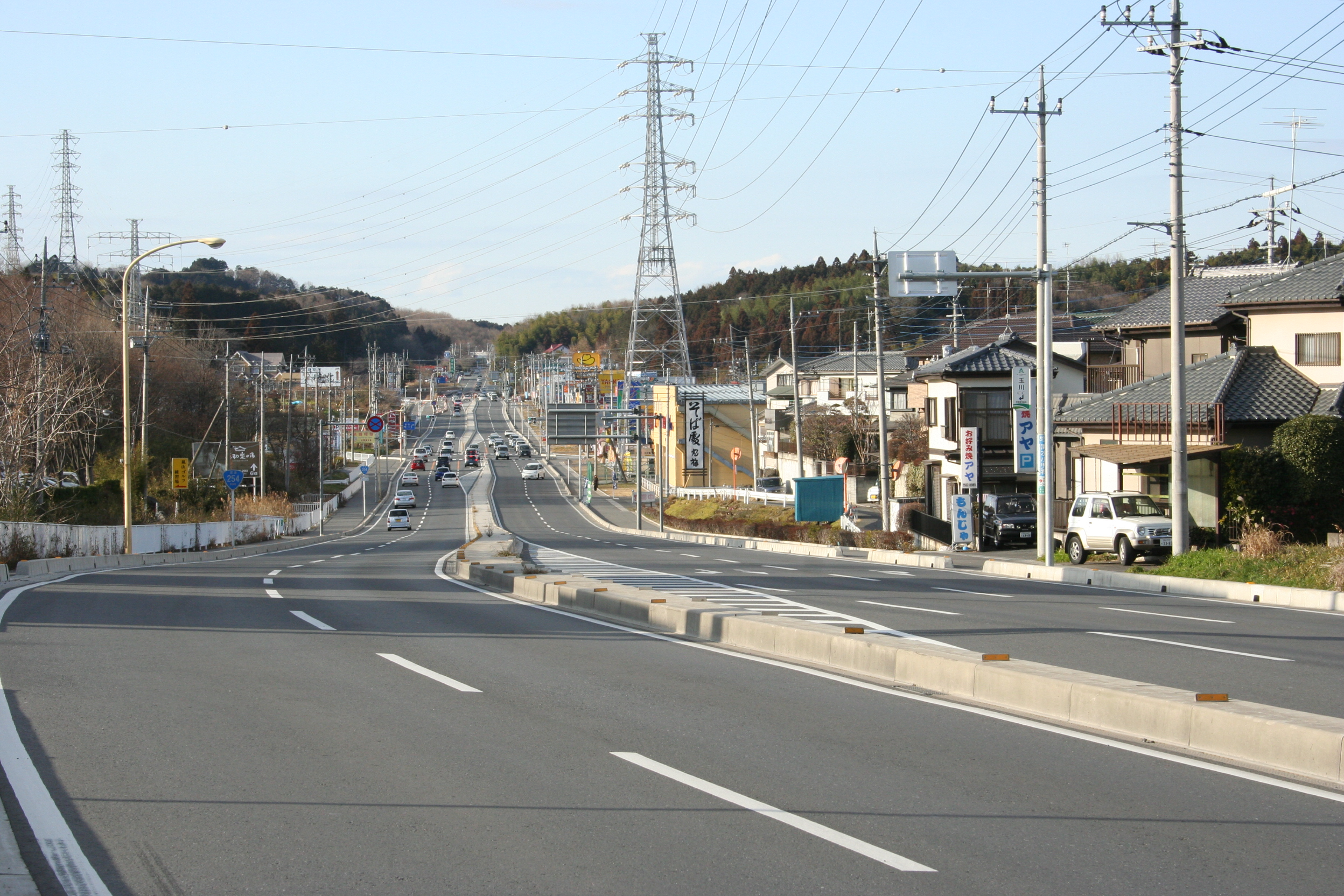
嵐山バイパス。比企郡嵐山町大字千手堂、嵐山渓谷入口交差点から北西方向を望む。

埼玉県比企郡嵐山町の市街地を迂回する目的で建設されたが、嵐山バイパス沿いに郊外店が増加し、旧道よりも嵐山バイパスの方が交通量が多くなっている。4車線幅で計画されていたものの、上り側の東松山バイパス唐子区間が開通するまでは本バイパスに接続する道路が2車線であったため、長らく4車線幅の用地の真ん中に2車線道路を造った全線暫定2車線で供用されていた。なお国道254号は、東京都内から嵐山バイパス終点までが連続4車線道路として計画されている。
旧道は平沢区画整理事業により商業地ができるため、道路が一部変更をされたが、変更道路は国道指定されていない。このため、地図上では国道が途中で途切れたように描かれているが、道路は繋がっている。

## 歴史
- 1969年（昭和44年） - 都市計画決定。
- 1977年（昭和52年） - 暫定2車線で全線開通。
- 2005年（平成17年） - 東松山市内区間4車線化完成。
- 2006年（平成18年） - 嵐山町区間4車線化完成。嵐山バイパス全線4車線化完成。

## 始点終点
- 始点：埼玉県東松山市大字上唐子 （上唐子西）
- 終点：埼玉県比企郡嵐山町大字平沢 （平沢）
- 延長：2.6km

## 通過市町村
- 埼玉県
  - 東松山市
  - 比企郡嵐山町

## 接続道路
| 交差する道路                                               | 交差する道路              | 交差点名     | 所在地   | 所在地 |
| ---------------------------------------------------------- | ------------------------- | ------------ | -------- | ------ |
| 国道254号（東松山バイパス（唐子バイパス）） 川越・川島方面 |                           |              |          |        |
|                                                            | 埼玉県道172号大野東松山線 | 上唐子       | 東松山市 | 上唐子 |
| 埼玉県道173号ときがわ熊谷線                                | 埼玉県道69号深谷嵐山線    | 嵐山渓谷入口 | 嵐山町   | 千手堂 |
| -                                                          |                           | 平沢         | 嵐山町   | 平澤   |
| 国道254号（小川バイパス） 寄居・小川方面                   |                           |              |          |        |

## 接続するバイパスの位置関係
（東京方面）東松山バイパス - (唐子バイパス) - 嵐山バイパス - 小川バイパス（松本方面）